# 大营城址
大营古城，位于宁夏回族自治区固原市原州区中河乡庙湾村，位于固原西长城之外、东距长城约两公里，是中华人民共和国宁夏回族自治区文物保护单位之一。

## 概述
始建于宋元时期，呈长方形（东南角略弯曲），东西宽400米，南北500米，高5-12米，宽10米，夯土14厘米，文化层15米。除西面外，三面开门。南、北、东开门，南门宽约6米，深约10米，残高约5米；北门宽约10米，进深约6米，残高约5米；东门宽约6米。南、北门有瓮城，瓮城呈半月形；东西城墙上分布有若干马面。城墙外四面各有两道壕沟，东南角没有壕沟。

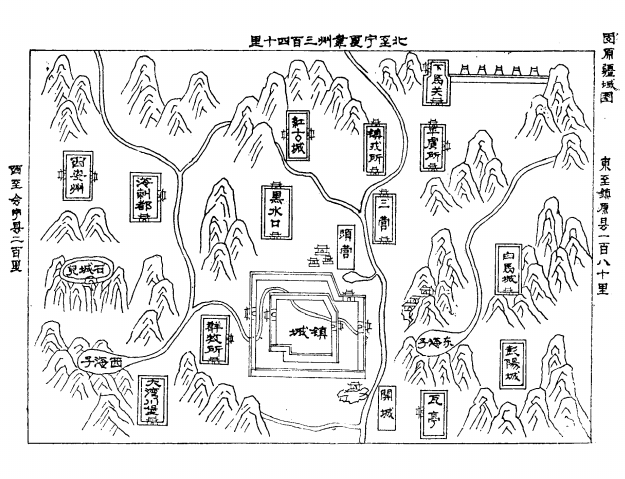
明朝嘉靖年间的固原疆域图，城镇左侧的“群牧所”即当今的大营城址。《嘉靖固原州志》

该城始建于宋代，时称养马城。宋夏定川寨战斗中，泾原路副总管葛怀敏率兵到瓦亭寨未遇夏兵，便直驱养马城，即此得名。元末明初，固原一带因战乱，洪武十三年，朱元璋赐封十四子朱英汉王为肃王，封地甘州，管辖此地。洪武二十九年，设置甘州群牧千户所，是明朝固原境内官牧的开始。成祖永乐四年（1406年），设甘州群牧所于今大营城；又称甘州牧马所。成化四年，固原土官满四叛乱，攻击甘州群牧所所在的大营城，但未能攻破。后项忠、马文升率领部队最终平定叛乱，史称固原盜亂。嘉靖五年，巡抚陕西都御史王荩奏设操守官一员，管领本所军马。官军928员名，马队490员名，步兵434员。大营城最终在清朝废弃。
现大营城址中，地面散布有明清砖瓦和宋清代的瓷片、陶片。通过大营城采集的大量瓷片整理后，考过学家发现有近似西夏灵武窑胎质的碗，以制作工艺简单的瓶罐残片居多。碗中大致有三种，第一种口沿外撇、尖唇，胎较薄，直圈足；有的底心有乳凸圈足不施釉。碗外壁半褐釉在腰部以下，腰部以上及碗里壁全为灰白釉，型状如同明朝宣德年间的压手杯，这是明朝早期碗的特征；第二种胎稍厚，直口，唇稍圆，施釉方法与第一种相同，圈足根内削一圈凹槽，具明朝中后期特征；第三种口、底与第二种类似，但挂了满釉，只足脊无釉，这种特征从明朝后期沿用到清朝。
1950年代，当地村民还在古城内发现了两口大钟。钟上面有铭文，制作精美，属于大型器物，每口钟直径1.5米、高2.5米。大跃进时期，村民将大钟砸碎炼钢。古城周围有烽火台，西侧一座烽火台已被人为毁坏。此遗址为固原地区保护最为完整的古城之一，因此具有很高的考古价值。由于缺乏完整的保护方案，加上村民在古城内垦地播种以及河道取沙、自然侵蚀严重。2003年11月4日，被固原市人民政府公布为市级文物保护单位。2005年9月15日，公布为宁夏回族自治区文物保护单位，是一座古遗址。2013年，大营古城被以“大营城址”之名公布为全国重点文物保护单位。

## 相关
- 固原盜亂